# Cucina turkmena
La cucina turkmena, o turcomanna, comprende le abitudini culinarie del Turkmenistan. Essa si colloca tra le cucine dell'Asia centrale e possiede caratteristiche univoche pur avendo somiglianze con le cucine dei paesi limitrofi.

## Connotati principali

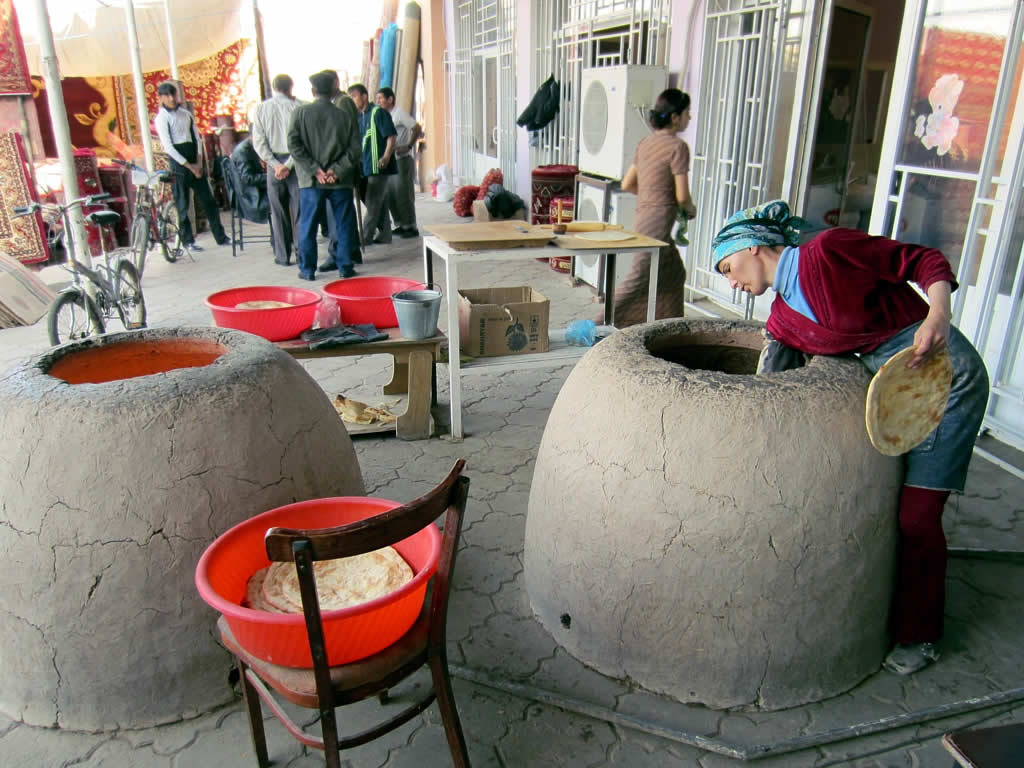
Cottura del pane nel tandyr

La cucina turkmena fonda le sue radici nella tradizione nomade del suo popolo. Essa si basa principalmente sul consumo di carne, in particolare quella di vitello, capra, cammello e agnello. La dieta turkmena comprende inoltre riso, fagioli, prodotti caseari e frutta.
Il piatto a base di riso più noto è certamente il plov, composto da carne tagliata a cubetti, verdure o frutta secca e condito da olio di semi di cotone. Solitamente viene accompagnato dal churek, un tipo di pane basso cotto in un forno tandyr. Altri piatti iconici del Turkmenistan sono gli šašlyk, degli spiedini di kebab, la kara-chorba, una zuppa a base di carne e peperoni, e i fitchi, dei tortini salati ripieni di carne. Tra i piatti vegetariani si possono trovare delle torte ripiene di erbe aromatiche e formaggio oppure diversi porridge fatti con zucca, farina di mais e fagioli mung. Altri due piatti popolari sono il dorgama, un bollito di carne, cipolle e pane, e l'išlekli, un piatto fatti da due strati di pane contenenti zucca, carne o funghi e cotto nel tandyr. Anche i prodotti caseari sono diffusi in Turkmenistan. Latte di mucca e di cammello sono estremamente popolari, ma si producono inoltre diversi tipi di burro, yogurt, creme e derivati del latte acido.
La bevanda più amata dai turkmeni è sicuramente il tè (čaj). Lo si trova sia nella variante verde che nera ed è servito in ogni momento della giornata, soprattutto nelle sale da tè (čajchana). Il caffè è reperibile nei ristoranti e negli hotel, sebbene non sia ritenuto economicamente accessibile per la maggior parte della popolazione. Le bevande analcoliche sono reperibili nelle città, pur comunque vendute solitamente calde, in quanto è comune ritenere tra i turkmeni che le bevande fredde siano responsabili di raffreddori. Per quanto il Turkmenistan sia un paese islamico, esso è produttore di vino e di vodka, retaggio della dominazione russa. Nella cultura turkmena è permesso bere dell'alcol durante le feste, e di solito spetta agli uomini fare il brindisi. Per alcuni turkmeni il consumo di alcol da parte delle donne potrebbe essere ritenuto di mal costume.
Tra la frutta si possono trovare meloni, mele, albicocche e uva, solitamente essiccati e conservati a lungo, mentre tra le verdure più usate in cucina troviamo cipolle, cetrioli, zucca, pomodori, patate e carote.

## Abitudini culinarie

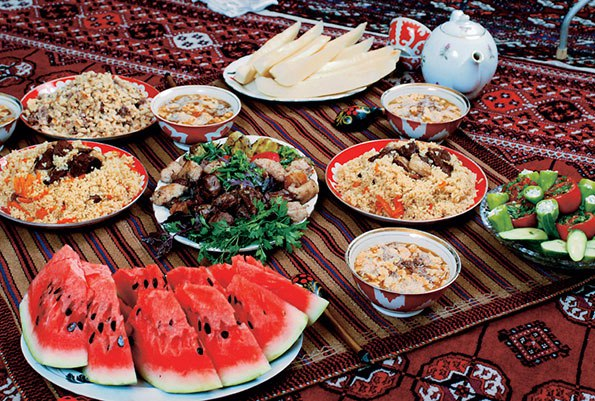
Cibo turkmeno servito sul tradizionale sačyk

Generalmente i turkmeni consumano tre pasti al giorno. La colazione presenta solitamente tè, prodotti caseari, pane e talvolta salumi. Il pranzo, solitamente fuori casa per i lavoratori, comprende pane, una zuppa e del tè. Inoltre, tra le strade delle città è facile trovare dei venditori che preparano gli šašlyk o i fitchi. La cena, che il pasto principale della giornata, presenta ancora tè e pane che accompagnano carne, zuppe, frutta e verdura. Per quanto i turkmeni mangino solitamente a casa, nella capitale sono diffusi ristoranti di cucina turca e italiana.
L'ospitalità è una caratteristica importante del popolo turkmeno. Nelle città è solito sedersi a tavola, ma nelle aree rurali ci si siede a terra attorno ad una stuoia chiamata sačyk su cui è servito il pasto. Solitamente l'ospite o il capofamiglia si siede dalla parte opposta dell'uscio domestico.